# Silvia Felipo
Silvia Felipo (ur. 4 lutego 1967 w Barcelonie) – andorska biegaczka średniodystansowa, olimpijka. Brała udział w igrzyskach w roku 2000 (Sydney) i 2004 (Ateny). Nie zdobyła żadnych medali. Rekordzistka kraju na różnych dystansach (od biegu na 1500 metrów do półmaratonu).

## Letnie Igrzyska Olimpijskie 2000 w Sydney
| Konkurencja         | Eliminacje | Eliminacje        | Ćwierćfinały           | Ćwierćfinały           | Półfinały              | Półfinały              | Finał                  | Finał                  |
| Konkurencja         | Czas       | Miejsce           | Czas                   | Miejsce                | Czas                   | Miejsce                | Czas                   | Miejsce                |
| ------------------- | ---------- | ----------------- | ---------------------- | ---------------------- | ---------------------- | ---------------------- | ---------------------- | ---------------------- |
| Bieg na 1500 metrów | 4:45,32    | 13. w swoim biegu | → Nie awansowała dalej | → Nie awansowała dalej | → Nie awansowała dalej | → Nie awansowała dalej | → Nie awansowała dalej | → Nie awansowała dalej |

## Letnie Igrzyska Olimpijskie 2004 w Atenach
| Konkurencja         | Eliminacje | Eliminacje        | Ćwierćfinały           | Ćwierćfinały           | Półfinały              | Półfinały              | Finał                  | Finał                  |
| Konkurencja         | Czas       | Miejsce           | Czas                   | Miejsce                | Czas                   | Miejsce                | Czas                   | Miejsce                |
| ------------------- | ---------- | ----------------- | ---------------------- | ---------------------- | ---------------------- | ---------------------- | ---------------------- | ---------------------- |
| Bieg na 1500 metrów | 4:44,40    | 13. w swoim biegu | → Nie awansowała dalej | → Nie awansowała dalej | → Nie awansowała dalej | → Nie awansowała dalej | → Nie awansowała dalej | → Nie awansowała dalej |